# Pilkhua
Pilkhua (engelska: Pilkhuwa) är en ort i Indien.   Den ligger i distriktet Ghaziabad och delstaten Uttar Pradesh, i den norra delen av landet, 40 km öster om huvudstaden New Delhi. Pilkhua ligger 220 meter över havet och antalet invånare är 74 212.
Terrängen runt Pilkhua är mycket platt. Runt Pilkhua är det mycket tätbefolkat, med 1 266 invånare per kvadratkilometer. Närmaste större samhälle är Hapur, 12,3 km öster om Pilkhua. Trakten runt Pilkhua består till största delen av jordbruksmark.